# 艾于蘭
艾于蘭（挪威語：Aurland）是挪威的一個市镇，位於韦斯特兰郡，行政中心为艾于蘭旺恩村。市镇面积为1,468平方公里，人口数量为1,781人（2020年），人口密度为每平方公里1.3人。